# Ostfrisiskt mjölkfår

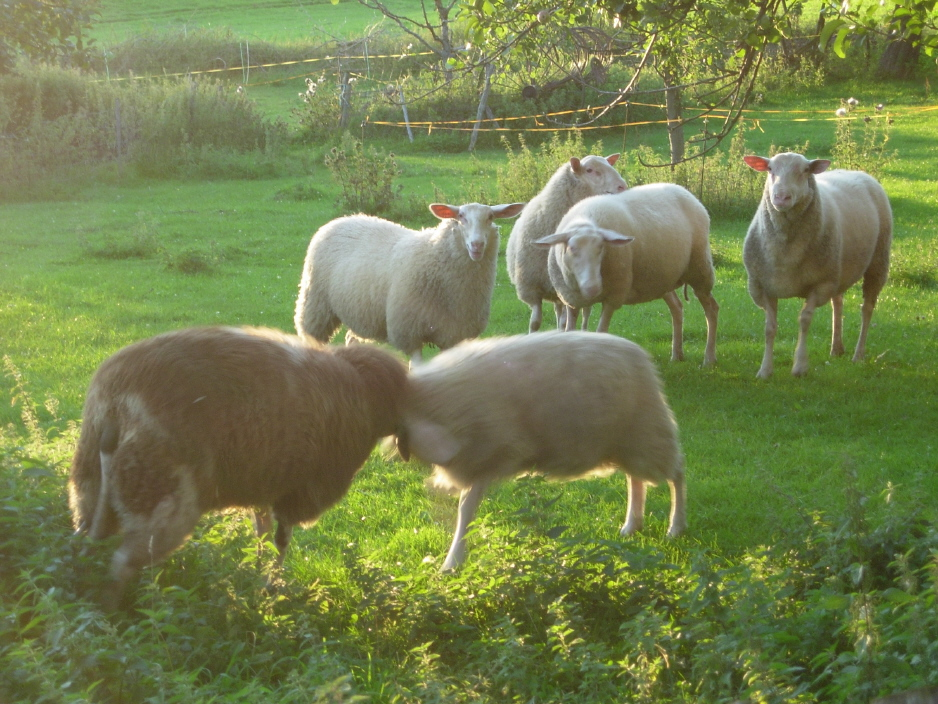
Ostfrisiskt mjölkfår

Ostfrisiskt mjölkfår har sitt ursprung i Friesland i Nederländerna. Det ostfrisiska mjölkfåret kommer, som namnet antyder, från den ostfrisiska delen som tillhör Tyskland och rasen räknas alltså främst som en tysk ras. Emellertid importerades rasen inte från Tyskland till Sverige, utan från Schweiz.
Fåret är helvitt med skär nos. Huvud och ben är inte ullbeväxta. Enligt rasstandarden skall de inte ha horn eller hornämnen. Det mest distinkta kännetecknet hos det ostfrisiska mjölkfåret är den hårlösa, tunna och långa svansen, ofta beskriven som "råttsvans".
Rasen har hög avkastning och används såväl för sin ull som för sin mjölk. Vid sidan om det israeliska Awassifåret har det ostfrisiska mjökfåret den högsta mjölkavkastningen i världen, ca 300-600 liter under laktationsperioden om 200-300 dagar. Det finns rapporter om ostfrisiska mjölkfår som nått över 900 liter. Avkastningen beror emellertid till hög del på genotyp och utfodring, vilket gör att enstaka uppgifter kan misstolkas. 
Genom sin höga mjölkavkastning och höga fruktsamhet används gärna rasen för korsningar med andra raser.